# Jacy Andrews
Jacy Andrews, née en 1978, est une actrice américaine de films érotiques. 

## Filmographie
- 2000 : The Voyeur (TV)
- 2001 : Talk Sex
- 2001 : Sexual Magic
- 2002 : Dangerous Invitations
- 2002 : Sinful Desires
- 2002 : The Model Solution
- 2003 : Dangerous Pleasures
- 2003 : Sounds of Fury
- 2003 : The Sex Substitute 2
- 2004 : Sex Surrogate
- 2004 : Tomb of the Werewolf
- 2006 : Older Women Need Love Too
- 2006 : Pole Position POV 2
- 2006 : My First Sex Teacher #4
- 2006 : My Hot Wife Is Fucking Blackzilla! 7
- 2006 : Ass Eating Anal Whores
- 2006 : Ripe & Ready MILFs
- 2006 : Real MILFS of the OC
- 2006 : Delicious
- 2006 : Insatiable Cravings
- 2006 : Her First MILF 4
- 2006 : Body & Soul
- 2006 : Temptations of Lust (TV)
- 2001-2006 : 7 Lives Exposed (TV)
- 2006 : Sex Games Vegas (TV)
- 2007 : Rich Ass MILFs
- 2007 : Mini Van Moms 5
- 2007 : My First MILF
- 2007 : No Man's Land: MILF Edition
- 2007 : Cookies & MILF 2
- 2007 : Mother Load 3
- 2007 : In the Ass
- 2007 : Playgirl: In Pursuit of Pleasure
- 2007 : Supernatural
- 2009 : Fantasy Striptease Private Shows